# Szkleroderma
A szkleroderma vagy más néven szisztémás szklerózis egy krónikus autoimmun kórkép, melyre a szervezetben zajló fokozott hegesedés, az érrendszer károsodása és kóros immunológiai folyamatok, köztük patológiás autoantitestek termelése jellemzőek. A betegség nevét a bőr hegesedéséről kapta, a derma görögül bőrt, a skleros pedig keményet jelent, de a betegség nem feltétlenül korlátozódik a bőrre, érinthet belső szerveket is. A szkleroderma kifejezés valójában gyűjtőfogalom, mely betegségek egy nagyobb csoportját jelöli, melyek két fő csoportra oszthatók. A lokalizált betegségek a bőrre korlátozódnak, míg a szisztémás formák a szervezet egészét érintő eltérésekkel, belső szervi érintettséggel járnak. A szisztémás szklerózis (SSc) kifejezést rendszerint az utóbbiak vonatkozásában használják, a leggyakrabban a légzőrendszer, a szív, a vesék és az emésztőrendszer érintett. A szisztémás formán belül is megkülönböztetik a limitált kután (lcSSc) és a diffúz kután (dcSSc) típusokat, utóbbi súlyosabb belső szervi érintettséggel és rossz prognózissal jár.
A bőrtünetek közül kiemelhető a bőr megvastagodása, az érintett területeken (pl. ujjak, fül, orr, száj körül) a bőr feszessé válik. Emellett értágulatok (teleangiectasia) is megjelenhetnek, illetve kalcium is lerakódhat a bőrben. Az ujjbegyek kifekélyesedhetnek, mely rendszerint heggel gyógyul. Gyakori velejárója a betegségnek az ún. Raynaud-jelenség is, melyre az ujjak hideg hatására bekövetkező elszíneződése jellemző.
A betegség, különösen a diffúz forma jelentősen rontja a benne szenvedők életminőségét, a kezelések pedig döntően a szervi érintettségek okozta problémák mérséklésére korlátozódnak, az alapbetegséget érdemben nem befolyásolják. A betegség kezelésére sokféle szert alkalmazhatnak, például immunszuppresszánsokat (pl. metotrexát, ciklofoszfamid, mikofenolát-mofetil), TNF-α gátlókat, rituximabot, a kardiopulmonális szövődmények esetén pedig foszfodiészteráz-5 (PDE-5) gátlókat (pl. szildenafil), endotelin receptor gátlókat (pl. bozentán) használhatnak, de az autológ hemopoetikus őssejt transzplantáció (HSCT) is egy kezelési lehetőség. A terápiák ellenére a szisztémás szklerózisban szenvedők átlagos várható élettartama 16-34 évvel kevesebb az átlagnépességhez képest, a halálozásért döntően a légző- és keringési rendszert érintő szövődmények, köztük az intersticiális tüdőbetegség és a pulmonáris artériás hipertenzió (PAH) felelősek.